# بخش شاهو
بخش شاهو یکی از بخش‌های تابعه شهرستان روانسر در استان کرمانشاه در غرب ایران است.
مردم بخش شاهو خواهان ارتقای این بخش به شهرستان هستند.

## تقسیمات کشوری
- - دهستان منصورآقایی
  - دهستان قشلاق
  - دهستان قوری قلعه

## جمعیت
بنابر سرشماری مرکز آمار ایران، جمعیت بخش شاهو شهرستان روانسر در سال ۱۳۸۵ برابر با ۸۱۴۳ نفر بوده است.

## روستاها
روستاهای بخش مرکزی شهرستان روانسر:
- - دهستان قوری‌قلعه

بزگوره
چشمه میران
خوری اباد
ده لیلی
نوخان
بنچله
شبان کاره
قوری قلعه
- - دهستان منصورآقایی

تازه اباد سریاس
شهرک سریاس
چلانه علیا
چلانه سفلی
قشلاق
قلعه گاه
منصوراقایی
تفکر لورابی